# George Marshall (athlétisme)
Pour les articles homonymes, voir George Marshall et Marshall.
George Herbert Marshall, né en 1877 à Patras en Grèce et mort en Angleterre à une date inconnue, est un athlète britannique ayant participé aux Jeux olympiques de 1896 à Athènes.

## Biographie
George Marshall est le fils de Vernon Marshall, docteur britannique exerçant en Grèce et vice-consul du Royaume-Uni à Patras. Il aurait remporté quelques succès dans des courses locales avant sa participation aux Jeux. Il a également disputé quelques matchs de football à la fin des années 1890 avec l'équipe du Panachaïkí.
Sur le programme des Jeux olympiques de 1896 son affiliation principale est Panellinios GS, Athènes.
Il fait partie de la quinzaine d'athlètes alignés à la première épreuve des Jeux olympiques modernes, à savoir les éliminatoires du 100 mètres. Il court la 2e série remportée par Thomas Curtis mais termine à la dernière place. Il participe également au 800 mètres sous l'affiliation Oxford et se classe à la 4e et dernière place de la première série. Il se serait inscrit sur les courses de 400 et 1 500 mètres sous l'affiliation Londres mais ne se serait pas aligné.
Son entrée dans le tableau de tennis est au nom du Panathinaikos Club de Patras. Selon l'International Society of Olympic Historians, il aurait déclaré forfait pour le simple et le double qu'il devait disputer avec son frère Frederick.

## Palmarès
| Date | Compétition           | Lieu    | Résultat         | Épreuve                    | Performance        |
| ---- | --------------------- | ------- | ---------------- | -------------------------- | ------------------ |
| 1896 | Jeux olympiques d'été | Athènes | Éliminé en série | 100 m                      | Inconnue           |
| 1896 | Jeux olympiques d'été | Athènes | Non-partant      | 400 m                      | DNS                |
| 1896 | Jeux olympiques d'été | Athènes | Éliminé en série | 800 m                      | Inconnue           |
| 1896 | Jeux olympiques d'été | Athènes | Non-partant      | 1 500 m                    | DNS                |
| 1896 | Jeux olympiques d'été | Athènes | Forfait          | Simple messieurs de tennis | DNS                |
| 1896 | Jeux olympiques d'été | Athènes | Forfait          | Double messieurs de tennis | Avec Fred Marshall |